# Domokos János
Domokos János, Dorschner (Budapest, 1904. szeptember 27. – Budapest, 1978. november 11.) kertészmérnök, egyetemi tanár, kandidátus (1952). Botanikai szakmunkákban nevének rövidítése: „Domokos”.

## Életrajza
1931-ben szerzett oklevelet a Magyar Királyi Kertészeti Tanintézetben , majd a budapesti és szegedi tudományegyetemen folytatott növénytani, földtani és őslénytani tanulmányokat. 1933-tól a Kertészeti Tanintézetben gyakorlatvezető, majd a dendrológia és dísznövénytermesztés előadója volt. 1945 után megszervezte a Kertészeti Kutató Intézet dísznövény osztályát; 1950-től 1957-ig ennek osztályvezetője, majd 1957-1959-ben az intézet igazgatója lett. Emellett 1948-tól 1969-ben való  nyugdíjazásáig a Kertészeti Egyetem dísznövénytermesztési tanszékének vezetője, 1957-től mint egyetemi tanár. Tagja volt az MTA Kertészeti Bizottságának is.
Budapesten hunyt el 74 évesen, 1978. november 11-én.

## Főbb munkái
- Díszfák, cserjék, évelő növények (Budapest, 1949)
- Virágoskert (Budapest, 1955)
- Dísznövénytermesztés (Budapest, 1961)
- Páfrányok a lakásban és a kertben (Budapest, 1973)